# Brabham BT56
Brabham BT56 – samochód zespołu Formuły 1 zaprojektowany przez Johna Baldwina i Sergio Rinlanda dla zespołu Brabham. Był napędzany niezbyt już wówczas konkurencyjnymi silnikami BMW M12/13 (Megatron) o pojemności 1,5 litra. Kierowcy łącznie zdobyli nim 10 punktów, a de Cesaris i Patrese wywalczyli miejsce na podium. Samochód był konwencjonalny i niczym się nie wyróżniał. Zespół zajął ostatecznie ósme miejsce w klasyfikacji konstruktorów.
Po sezonie zakończył się bieg umowy z BMW. Wskutek niemożności znalezienia sobie dostawcy silników na sezon 1988, Brabham nie wystartował w sezonie 1988. W tym samym roku Ecclestone sprzedał zespół. Nabywcą została wpierw Alfa Romeo, a następnie Joachim Luhti.

## Wyniki
| Legenda oznaczeń w tabelach wyników Wyświetl szablon na nowej stronie | Legenda oznaczeń w tabelach wyników Wyświetl szablon na nowej stronie                                                                     |
| Oznaczenie                                                            | Wyjaśnienie |
| --------------------------------------------------------------------- | --- |
| Złoty                                                                 | Zwycięzca lub mistrzostwo |
| Srebrny                                                               | 2. miejsce lub wicemistrzostwo |
| Brązowy                                                               | 3. miejsce lub II wicemistrzostwo |
| Zielony                                                               | Ukończył, punktował (w klasyfikacji generalnej, gdy zdobył co najmniej jeden punkt na przestrzeni sezonu, poza trzema powyższymi opcjami) |
| Niebieski                                                             | Ukończył, nie punktował (w klasyfikacji generalnej, gdy nie zdobył co najmniej jednego punktu na przestrzeni sezonu)                      |
| Czerwony                                                              | Nie zakwalifikował się (NZ) |
| Czerwony                                                              | Nie prekwalifikował się (NPK) |
| Różowy                                                                | Nie ukończył (NU) |
| Różowy                                                                | Niesklasyfikowany (NS) (w klasyfikacji generalnej, gdy nie został sklasyfikowany w żadnym wyścigu sezonu)                                 |
| Czarny                                                                | Zdyskwalifikowany (DK) |
| Czarny                                                                | Wykluczony (WYK/EX) |
| Biały                                                                 | Nie wystartował (NW) |
| Biały                                                                 | Kontuzjowany (K/INJ) |
| Biały                                                                 | Wyścig odwołany (OD/C) |
| Bez koloru                                                            | Został wycofany (WYC/WD) |
| Bez koloru                                                            | Nie przybył (NP/DNA) |
| Bez koloru                                                            | Nie brał udziału w treningach (NT/DNP) |
| Bez koloru                                                            | Nie został zgłoszony (–) |
| Pogrubienie                                                           | Start z pole position |
| Kursywa                                                               | Najszybsze okrążenie wyścigu |
| †                                                                     | Nie ukończył, ale jego rezultat został zaliczony ze względu na przejechanie więcej niż 90% dystansu wyścigu.                              |
| *                                                                     | Sezon w trakcie |
| 1/2/3                                                                 | Punktowana pozycja w sprincie kwalifikacyjnym                                                                                             |
| Lista systemów punktacji Formuły 1                                    | |

| Sezon | Zespół  | Silnik | Opony | Kierowcy          | 1   | 2   | 3   | 4   | 5   | 6   | 7   | 8   | 9   | 10  | 11  | 12  | 13  | 14  | 15  | 16  | Pkt. | Msc. |
| ----- | ------- | ------ | ----- | ----------------- | --- | --- | --- | --- | --- | --- | --- | --- | --- | --- | --- | --- | --- | --- | --- | --- | ---- | ---- |
| 1987  | Brabham | BMW    | G     |                   | BRA | SMR | BEL | MON | USE | FRA | GBR | DEU | HUN | AUT | ITA | POR | ESP | MEX | JPN | AUS | 10   | 8    |
| 1987  | Brabham | BMW    | G     | Riccardo Patrese  | NU  | 9   | NU  | NU  | 9   | NU  | NU  | NU  | 5   | NU  | NU  | NU  | 13  | 3   | 11  |     | 10   | 8    |
| 1987  | Brabham | BMW    | G     | Stefano Modena    |     |     |     |     |     |     |     |     |     |     |     |     |     |     |     | NU  | 10   | 8    |
| 1987  | Brabham | BMW    | G     | Andrea de Cesaris | NU  | NU  | 3   | NU  | NU  | NU  | NU  | NU  | NU  | NU  | NU  | NU  | NU  | NU  | NU  | 8   | 10   | 8    |